# Frances Bay
Frances Evelyn Bay (născută Goffman; n. 23 ianuarie 1919, Winnipeg, Manitoba, Canada – d. 15 septembrie 2011, Los Angeles, California, SUA) a fost o actriță de personaj canadiano-americană. Pe parcursul unei carierei de 35 de ani, aceasta a interpretat diverse roluri atât în filme, cât și în televiziune. A primit o stea pe Canada Walk of Fame⁠(d) în 2008.

## Biografie
Frances Evelyn Goffman s-a născut pe 23 ianuarie 1919 în Mannville, Alberta⁠(d), fiica imigranților evrei ucraineni Ann (născută Averbach) și Max Goffman. A crescut în Dauphin, Manitoba⁠(d). Fratele său mai mic a fost renumitul sociolog Erving Goffman. Înainte de al Doilea Război Mondial, aceasta a fost actriță profesionistă în Winnipeg, iar pe durata conflictului a fost gazda emisiunii radio Everybody's Program a companiei Canadian Broadcasting Corporation⁠(d) dedicată soldaților aflați pe front.
S-a căsătorit cu Charles Irwin Bay (15 decembrie 1918 – 18 iunie 2002) în 1946 și s-a mutat în Cape Town, Africa de Sud, stabilindu-se în zonele Constantia și Camps Bay⁠(d). A studiat sub Uta Hagen⁠(d) în aceeași perioadă. Charles și Frances Bay au avut un fiu, Josh (Eli Joshua; 14 martie 1947 – 6 iunie 1970), care a murit la vârsta de 23 de ani.

## Cariera
Bay și-a început cariera în anii 1930 ca actriță de radio.
A revenit la actorie în anii 1970, având un rol minor în comedia Joc înșelator⁠(d) (1978) alături de actorii Goldie Hawn și Chevy Chase. Cu un an mai devreme, aceasta a avut rolul doamnei Hamilton în emisiunea de televiziune Christmastime with Mister Rogers. În 1990, a apărut în episodul „When I'm 64” al serialului ALF⁠(d) în rolul vedetei de film Louise Beaumont.
Prima apariție importantă în televiziune a fost în serialul Happy Days, având rolul bunicii personajului Fonzie⁠(d). Aceasta l-a descris pe actorul Henry Winkler⁠(d) drept „un băiat simpatic. Și-a pierdut bunica în Holocaust și mi-a scris o scrisoare în care spunea că sunt bunica lui virtuală.”
În 1983, a interpretat-o pe bunică în Scufița Roșie în cadrul programului Teatrul poveștilor fermecate pentru canalul Showtime. A apărut în episoadele finale ale serialelor Happy Days și Who's the Boss?⁠(d). Bay a jucat-o pe verișoara Winifred în ultimul episod din Road to Avonlea⁠(d), rol pentru care a câștigat un Premiu Gemini⁠(d). Rolurile sale din lungmetraje au fost în general minore: Karate Kid (1984), Movers & Shakers⁠(d) (1985), Big Top Pee-wee⁠(d) (1988), Gemenii (1988), Escrocii⁠(d) (1990), Hruba și pendulul ( 1991).
În 1986, Bay a fost mătușa personajului interpretat de Kyle MacLachlan în filmul Catifeaua albastră. Lynch i-a oferit mai multe roluri în proiectele sale, inclusiv în Suflet sălbatic⁠(d), Twin Peaks și Twin Peaks: Ultimele șapte zile ale Laurei Palmer.
În 1994, acesta a jucat-o pe Mrs. Pickman în filmul lui John Carpenter Creatorii de coșmaruri. În 1996, a interpretat-o pe bunica lui Adam Sandler în lungmetrajul Ghinionistul⁠(d). În 1999, a fost Thelma, șefa paznicului de la laboratorul de robotică Bradford, în filmul Inspectorul Gadget⁠(d). Unul dintre rolurile sale memorabile a fost în episodul „The Rye⁠(d)” din 1996 al serialului Seinfeld, având rolul unei femei care intră în conflict cu Jerry Seinfeld⁠(d) din cauza unei pâini de secară.
Bay a apărut în videoclipul muzical „Idiot Boyfriend” (2002) al lui Jimmy Fallon. În 2005, s-a reunit cu regizorul filmului Hruba și pendulul, Stuart Gordon, pe platourile de filmare ale lungmetrajului Edmond⁠(d) . Din 2009 până în 2011, Bay a avut un rol episodic în serialul Familia Heck, unde a interpretat-o pe mătușa Ginny. Personajul său a fost eliminat din emisiune după moartea sa în septembrie 2011, iar moartea personajului a fost discutată în episodul „The Map”. Bay a fost și actriță de scenă, fiind premiată cu Drama-Logue⁠(d) și Gemini.
Bay a fost inclusă pe Canada Walk of Fame pe 6 septembrie 2008, în mare parte datorită unei petiții cu 10.000 de semnături trimise în numele său. Comitetul de selecție a primit, de asemenea, scrisori personale de la Adam Sandler, Jerry Seinfeld, David Lynch, Henry Winkler, Monty Hall⁠(d) și alte celebrități.

## Viața personală și moartea
În 2002, Bay a fost implicată într-un accident de mașină în Glendale, California. În urma accidentului, aceasta și-a pierdut un picior.
Bay a murit la Tarzana, California,⁠(d) pe 15 septembrie 2011 din cauza unor complicații cauzate de pneumonie la vârsta de 92 de ani.

## Filmografie

### Filme
| An   | Titlu                         | Rol                          | Note |
| ---- | ----------------------------- | ---------------------------- | ---- |
| 1978 | Foul Play                     | Mrs. Russel                  |      |
| 1979 | Chilly Scenes of Winter       | Mrs. Delillo                 |      |
| 1980 | The Attic                     | The Librarian                |      |
| 1981 | Amy                           | Mrs. Lindey                  |      |
| 1981 | Honky Tonk Freeway            | Mrs. Lewenowski              |      |
| 1983 | Private School                | Birdie Fallmouth             |      |
| 1984 | The Karate Kid                | Mrs. Milo                    |      |
| 1985 | Movers & Shakers              | Betty Gritz                  |      |
| 1986 | Nomads                        | Bertril                      |      |
| 1986 | Blue Velvet                   | Aunt Barbara                 |      |
| 1987 | Medium Rare                   | Gertrude                     |      |
| 1988 | Twins                         | Mother Superior              |      |
| 1988 | Big Top Pee-wee               | Mrs. Haynes                  |      |
| 1989 | The Karate Kid Part III       | Mrs. Milo                    |      |
| 1990 | Arachnophobia                 | Evelyn Metcalf               |      |
| 1991 | The Pit and the Pendulum      | Esmeralda                    |      |
| 1991 | Critters 3                    | Mrs. Menges                  |      |
| 1992 | Single White Female           | Elderly Neighbor             |      |
| 1992 | Twin Peaks: Fire Walk with Me | Mrs. Tremond / Mrs. Chalfont |      |
| 1993 | The Neighbor                  | Aunt Sylvia                  |      |
| 1994 | The Paperboy                  | Mrs. Rosemont                |      |
| 1994 | In the Mouth of Madness       | Mrs. Pickman                 |      |
| 1996 | Happy Gilmore                 | Grandma Gilmore              |      |
| 1996 | Never Too Late                | Elisabeth Kronner            |      |
| 1997 | Changing Habits               | Midge                        |      |
| 1997 | Sparkler                      | Raspy                        |      |
| 1997 | Mitzi & Joe                   | Mitzi                        |      |
| 1998 | Krippendorf's Tribe           | Edith Proxmire               |      |
| 1999 | Inspector Gadget              | Thelma                       |      |
| 2000 | The Operator                  | Mrs. Sloan                   |      |
| 2000 | Stranger Than Fiction         | Mrs. Steiner                 |      |
| 2000 | A Day in the Life             | Rosa                         |      |
| 2001 | The Wedding Planner           | Dottie                       |      |
| 2001 | Finder's Fee                  | Mrs. Damsetter               |      |
| 2002 | Kiss the Bride                | Grandma Julia                |      |
| 2004 | In the Land of Milk and Money | Grandma Shallot              |      |
| 2009 | Repo Chick                    | Grandma De La Chasse         |      |
| 2010 | Pickin' & Grinnin             | Grandma Johnson              |      |
| 2010 | Bare Knuckles                 | Rosie Mcintyre               |      |

### Seriale
| An         | Titlu                                      | Rol                            | Note                                                               |
| ---------- | ------------------------------------------ | ------------------------------ | ------------------------------------------------------------------ |
| 1977       | CHiPs                                      | Ruth                           | Episodul: "Name Your Price"                                        |
| 1979       | ABC Weekend Special                        | Madame Zarona                  | Episodul: "The Big Hex of Little Lulu"                             |
| 1979       | Topper                                     | Mrs. Quincy                    | Film de televiziune                                                |
| 1981       | The Jeffersons                             | Mrs. Watson                    | Episodul: "My Hero"                                                |
| 1981       | The Dukes of Hazzard                       | Aunt Hortense                  | Episodul: "The Return of Hughie Hogg"                              |
| 1981       | Murder in Texas                            | Myra Hill                      | Film de televiziune                                                |
| 1981       | Callie & Son                               | Mabel Simpson                  | Film de televiziune                                                |
| 1982       | Father Murphy                              | Alma Hubbard                   | Episodul: "88 Keys to Happiness"                                   |
| 1982, 1984 | Happy Days                                 | Grandma Nussbaum               | Episoadele: "Grandma Nussbaum", "Going Steady", "Passages: Part 2" |
| 1983       | American Playhouse                         | Mrs. Timmins                   | Episodul: "Wings"                                                  |
| 1983       | Faerie Tale Theatre                        | Granny                         | Episodul: "Little Red Riding Hood"                                 |
| 1983       | Remington Steele                           | Mother Trust                   | Episodul: "Scene Steelers"                                         |
| 1984       | Alice                                      | Granny Annie                   | Episodul: "Mel Spins His Wheels"                                   |
| 1984       | Family Ties                                | Florence Menlo                 | Episodul: "Keaton and Son"                                         |
| 1984       | E/R                                        | Mrs. Gordon                    | Episodul: "A Cold Night in Chicago"                                |
| 1984       | The President of Love                      | Herbina Plum                   | Film de televiziune                                                |
| 1985       | Cagney & Lacey                             | Edna Kiss                      | Episodul: "Violation"                                              |
| 1985       | Fame                                       | Grandma George                 | Episodul: "Who's Afraid of the Big Bad Wolf?"                      |
| 1985       | Amos                                       | Lydia                          | Film de televiziune                                                |
| 1985       | Amazing Stories                            | Mrs. Santa Claus               | Episodul: "Santa '85"                                              |
| 1985, 1990 | Santa Barbara                              | Mrs. McRae, Sister Gabriella   | Episoadele: "1.357", "1.359", "1.1405"                             |
| 1986       | Cheers                                     | Mrs. Brubaker                  | Episodul: "Take My Shirt... Please?"                               |
| 1986       | T. J. Hooker                               | Mrs. Greene                    | Episodul: "Taps for Officer Remy"                                  |
| 1986       | Hill Street Blues                          | Elizabeth Mies                 | Episodul: "Larry of Arabia"                                        |
| 1986       | Easy Street                                | Mrs. Walker                    | Episodul: "Pride Goeth Before a Cheap Hotel"                       |
| 1986       | Simon & Simon                              | Agnes Rich                     | Episodul: "The Case of Don Diablo"                                 |
| 1986       | Sidekicks                                  | Sarah                          | Episodul: "Grey Belts"                                             |
| 1987       | LBJ: The Early Years                       | Effie Pattilo                  | Film de televiziune                                                |
| 1987       | Convicted: A Mother's Story                | Ma Barker                      | Film de televiziune                                                |
| 1987       | St. Elsewhere                              | Mrs. Renninger                 | Episodul: "Ewe Can't Go Home Again"                                |
| 1987       | The Oldest Rookie                          | Mrs. Zimmer                    | Episodul: "Ike and Son"                                            |
| 1988       | The Golden Girls                           | Claire                         | Episodul: "The Days and Nights of Sophia Petrillo"                 |
| 1988       | Police Story: Monster Manor                | Mary                           | Film de televiziune                                                |
| 1988, 1991 | Hunter                                     | Emma Parsons, Mrs. Laskey      | Episoadele: "The Bogota Million", "Fatal Obsession: Parts 1 & 2"   |
| 1989       | The Cavanaughs                             | Widow Kelsey                   | Episodul: "The Cavanaugh Curse"                                    |
| 1989       | Newhart                                    | Mrs. Henderson                 | Episodul: "Don't Worry Be Pregnant"                                |
| 1989       | Class Cruise                               | Grandma                        | Film de televiziune                                                |
| 1989       | Dragnet                                    | Sadie McGuire                  | Episodul: "Where's Sadie?"                                         |
| 1989       | Generations                                | Emily Fober                    | Episoadele: "1.175", "1.176", "1.178"                              |
| 1990       | Alien Nation                               | Mrs. Gillirue                  | Episodul: "Spirit of '95"                                          |
| 1990       | ALF                                        | Louise Beaumont                | Episodul: "When I'm 64"                                            |
| 1990       | Equal Justice                              | Florence Evans                 | Episodul: "Sugar Blues"                                            |
| 1990       | Twin Peaks                                 | Mrs. Tremond                   | Episodul: "Coma"                                                   |
| 1990       | Over My Dead Body                          | Sister Dempsey                 | Episodul: "Pilot"                                                  |
| 1990       | True Colors                                | Aunt Sylvia                    | Episodul: "Occasional Wife"                                        |
| 1990       | Tales from the Crypt                       | Witch                          | Episodul: "Judy, You're Not Yourself Today"                        |
| 1991       | Pacific Station                            | Celia Linder                   | Episodul: "A Man's Best Friend"                                    |
| 1991       | Matlock                                    | Samantha Bergstrom, Rose Hayes | Episoadele: "The Trial: Part 2", "The Defense"                     |
| 1991–1992  | Life Goes On                               | Eleanor, Sarah                 | Episoadele: "Arthur", "Love Letters"                               |
| 1992       | Grave Secrets: The Legacy of Hilltop Drive | Iva Ruth McKinney              | Film de televiziune                                                |
| 1992       | Quantum Leap                               | Millie Reynolds                | Episodul: "Moments to Live"                                        |
| 1992       | Who's the Boss?                            | Candy                          | Episoadele: "Savor the Veal: Parts 2 & 3"                          |
| 1992       | L.A. Law                                   | Marian McConnell               | Episodul: "Silence of the Lambskins"                               |
| 1992       | Down the Shore                             | Miss Suzette                   | Episodul: "My Left Feet"                                           |
| 1992–1993  | By Way of the Stars                        | Annie Pyle                     | Miniserie                                                          |
| 1992–1993  | Empty Nest                                 | Sylvia, Agnes                  | Episoadele: "Charley for President", "The Fracas in Vegas"         |
| 1993       | Street Legal                               | Patricia Peters                | Episodul: "Pride and Prejudice"                                    |
| 1994       | Phenom                                     | Mrs. Long                      | Episodul: "What's in a Vow?"                                       |
| 1994       | Dave's World                               | Daisy                          | Episodul: "Lost Weekend"                                           |
| 1994       | The 5 Mrs. Buchanans                       | Aunt Francine                  | Episodul: "Alex, Then and N.O.W."                                  |
| 1994       | The X-Files                                | Dorothy                        | Episodul: "Excelsis Dei"                                           |
| 1995       | Platypus Man                               | Bella                          | Episodul: "Sweet Denial"                                           |
| 1995       | The Commish                                | Ardith Cannon                  | Episodul: "Off Broadway: Part 2"                                   |
| 1995       | The Ben Stiller Show                       | Gertude                        | Episodul: "ZooTV at Night"                                         |
| 1995       | The Crew                                   | Mrs. Henderson                 | Episodul: "The Sugar Shack"                                        |
| 1995       | Murder, She Wrote                          | Sarah McCoy                    | Episodul: "Home Care"                                              |
| 1995       | Courthouse                                 | Kate Downey                    | Episodul: "Injustice for All"                                      |
| 1996       | Road to Avonlea                            | Winifred Ward                  | Episodul: "After the Ball Is Over"                                 |
| 1996       | Rossini's Ghost                            | Rosalie (elder)                | Film de televiziune                                                |
| 1996, 1998 | Seinfeld                                   | Mabel, Mrs. Choate             | Episoadele: "The Rye", "The Cadillac", "The Finale"                |
| 1997       | Suddenly Susan                             | Mrs. Tidgely                   | Episodul: "What a Card"                                            |
| 1997       | Life with Roger                            | Aunt Charlotte                 | Episodul: "The Boxer Rebellion"                                    |
| 1997       | Players                                    | Mrs. Davis                     | Episodul: "Three of a Con"                                         |
| 1998       | Clueless                                   | Opal                           | Episodul: "Friends"                                                |
| 1998       | C-16: FBI                                  | Miss Wilson                    | Episodul: "The Art of War"                                         |
| 1998       | Beyond Belief: Fact or Fiction             | Mildred Grayson                | Episodul: "The Gift"                                               |
| 1998       | Style & Substance                          | Elizabeth                      | Episodul: "Chelsea's Ex"                                           |
| 1998       | Forever Love                               | Martha Craddock                | Film de televiziune                                                |
| 1998–2000  | The Hughleys                               | Mrs. Fitch                     | Rol episodic (sezoanele 1–2)                                       |
| 1999       | The Simple Life of Noah Dearborn           | Mrs. Lewis                     | Film de televiziune                                                |
| 1999       | Da Vinci's Inquest                         | Viola McKnight                 | Episodul: "A Nice Home in the Country"                             |
| 2000       | Port Charles                               | Leah Cochrane                  | Invitat                                                            |
| 2001       | ER                                         | Georgia                        | Episodul: "Witch Hunt"                                             |
| 2001       | Bob Patterson                              | Laurie Evans                   | Episodul: "Awards Bob"                                             |
| 2001       | Bratty Babies                              | Maggie Winchester              | Film de televiziune                                                |
| 2002       | Charmed                                    | Phoebe Halliwell (old)         | Episodul: "The Three Faces of Phoebe"                              |
| 2002       | Presidio Med                               | Joan Hart                      | Episodul: "This Baby's Gonna Fly"                                  |
| 2006       | Hannah Montana                             | Cathy                          | Episodul: "Debt It Be"                                             |
| 2007       | Cavemen                                    | Mrs. Winston                   | Episodul: "Pilot"                                                  |
| 2009       | Grey's Anatomy                             | Aunt Joyce                     | Episodul: "Elevator Love Letter"                                   |
| 2009–2011  | The Middle                                 | Ginny Freehold                 | Rol episodic (sezoanele 1–2)                                       |